# Les Rencontres d'après minuit
Pour plus de détails, voir Fiche technique et Distribution.
Les Rencontres d'après minuit est un film dramatique français écrit et réalisé par Yann Gonzalez et sorti en 2013.

## Synopsis
Au milieu de la nuit, Ali et Matthias organisent une orgie. 
Leurs invités seront la Star, l'Adolescent, l'Etalon et la Chienne.

## Fiche technique
- Titre original : Les Rencontres d'après minuit
- Titre allemand : Begegnungen nach Mitternacht
- Titre international : You and the Night
- Réalisation : Yann Gonzalez
- Scénario : Yann Gonzalez, avec l'aide de Rebecca Zlotowski
- Musique : Anthony Gonzalez (M83)
- Direction artistique et décors : Sidney Dubois
- Costumes : Justine Pearce
- Montage : Raphaël Lefèvre
- Photographie : Simon Beaufils
- Son : Jean-Barthélémy Velay - Damien Boitel - Xavier Thieulin
- Production : Cécile Vacheret
  - Coproduction : Consuelo Frauenfelder
- Sociétés de production : Sedna Films et Garidi Films
  - Participation à la production : Procirep, Angoa-Agicoa, CNAP, le CNC et la Région Pays-de-la-Loire
- Société de distribution : Potemkine (France)
- Budget : 1.32M€[1]
- Pays d'origine :  France
- Langue originale : français
- Format : couleur - 1,66:1 - 35 mm
- Genre : drame
- Durée : 91 minutes
- Dates de sortie
  - France : mai 2013 (festival de Cannes 2013) ; 13 novembre 2013 (sortie nationale)
- Classification : interdit aux moins de 12 ans (avec avertissement) en France

## Distribution
- Kate Moran : Ali
- Niels Schneider : Matthias
- Nicolas Maury : Udo
- Éric Cantona : « L'Étalon »
- Fabienne Babe : « La Star »
- Alain-Fabien Delon : « L'Adolescent »
- Julie Brémond : « La Chienne »
- Béatrice Dalle : la Commissaire
- Jean-Christophe Bouvet : le brigadier-chef
- Pierre-Vincent Chapus : le brigadier adjoint
- Dominique Bettenfeld : un policier
- Frédéric Bayer Azem : Policier appartement 2
- Louis-Orfeo Marin : le fils de la Star
- Annie Dupuy : la prisonnière
- Cécile Martinez : la mère de la Chienne
- Fouad Bahalli  : Homme rêve de la Chienne
- Alain Bassi  : Homme rêve de la Chienne
- Yves Diomande  : Homme rêve de la Chienne
- Thierry Dufournaud : Homme rêve de la Chienne
- Pierre Faveton : Homme rêve de la Chienne
- Roger Fromont  : Homme rêve de la Chienne
- Jacques Grand  : Homme rêve de la Chienne
- Lucas Levon  : Homme rêve de la Chienne
- Jean-Luc Levoyer : Homme rêve de la Chienne
- Denis Loisy  : Homme rêve de la Chienne
- Alvaro Lombard : Homme rêve de la Chienne
- Benjamin Lousse : Homme rêve de la Chienne
- Martin Thiébault : Homme rêve de la Chienne
- Sébastien Todesco : Homme rêve de la Chienne
- Philippe Vandaele : Homme rêve de la Chienne
- Michèle Albertini : Voix des morts
- Romain Cadilhac : Voix des morts
- Aline Carpentier : Voix des morts
- Thomas Carpentier : Voix des morts
- Cadija Costa  : Voix des morts
- Jeanne Domi  : Voix des morts
- Pierre Edouard Dumora : Voix des morts
- Hélène Frappat : Voix des morts
- Alain Garcia  : Voix des morts
- Adelchi Ghezzi : Voix des morts
- Raphaël Lefèvre : Voix des morts

## Production

### Tournage
Le long-métrage a été tourné dans une maison à Beaupréau (près de Cholet - Maine-et-Loire) puis dans les studios d'Épinay-sur-Seine.
Quelques scènes ont été tournées en Loire-Atlantique (plage de Saint-Marc-sur-Mer) et dans le Val-d'Oise (Sanatorium d'Aincourt) à Aincourt (scènes de l'immeuble extérieur).

### Bande originale
La bande originale du film a été composée par le groupe M83. Anthony Gonzalez, cofondateur du groupe, est le frère du réalisateur Yann Gonzalez.
1. L'Inconnu — 1:56
2. Nous — 1:36
3. Vision — 1:55
4. À la lumière des diamants — 1:38
5. Mon enfant — 3:04
6. First Light — 0:36
7. Ali & Matthias — 2:15
8. À la lumière des diamants II — 1:38
9. Holograms — 3:35
10. Vision II — 2:22
11. Nous II — 1:31
12. Ali & Matthias II — 2:12
13. Too Sudden Silence — 2:33
14. Adieux — 1:04
15. Un nouveau soleil — 6:42

## Box-office
Source : Observatoire Européen de l'Audiovisuel
| Pays        | Distributeur               | Date de sortie   | Entrées |
| ----------- | -------------------------- | ---------------- | ------- |
| France      | Potemkine                  | 13 novembre 2013 | 11 206  |
| Allemagne   | Salzgeber & Co Medien (de) | 10 juillet 2014  | 1 826   |
| Royaume-Uni | Peccadillo Pictures (en)   | 3 octobre 2014   | 327     |
| Pays-Bas    | Cinemien                   | 30 janvier 2014  | 1 070   |
| États-Unis  | Strand Releasing           | 8 septembre 2013 | NC      |

## Distinctions
- Festival de Cannes 2013 : 
  - Séances spéciales, sélection « Semaine de la critique »
  - En compétition pour la Caméra d'or et pour la Queer Palm